# Zapote Reforma
Zapote Reforma är en ort i Mexiko.   Den ligger i kommunen Tres Valles och delstaten Veracruz, i den sydöstra delen av landet, 300 km öster om huvudstaden Mexico City. Zapote Reforma ligger 30 meter över havet och antalet invånare är 117.
Terrängen runt Zapote Reforma är platt. Runt Zapote Reforma är det ganska tätbefolkat, med 75 invånare per kvadratkilometer. Närmaste större samhälle är Otatitlán, 17,3 km söder om Zapote Reforma. Omgivningarna runt Zapote Reforma är en mosaik av jordbruksmark och naturlig växtlighet.